# トラム (アムステルダム)

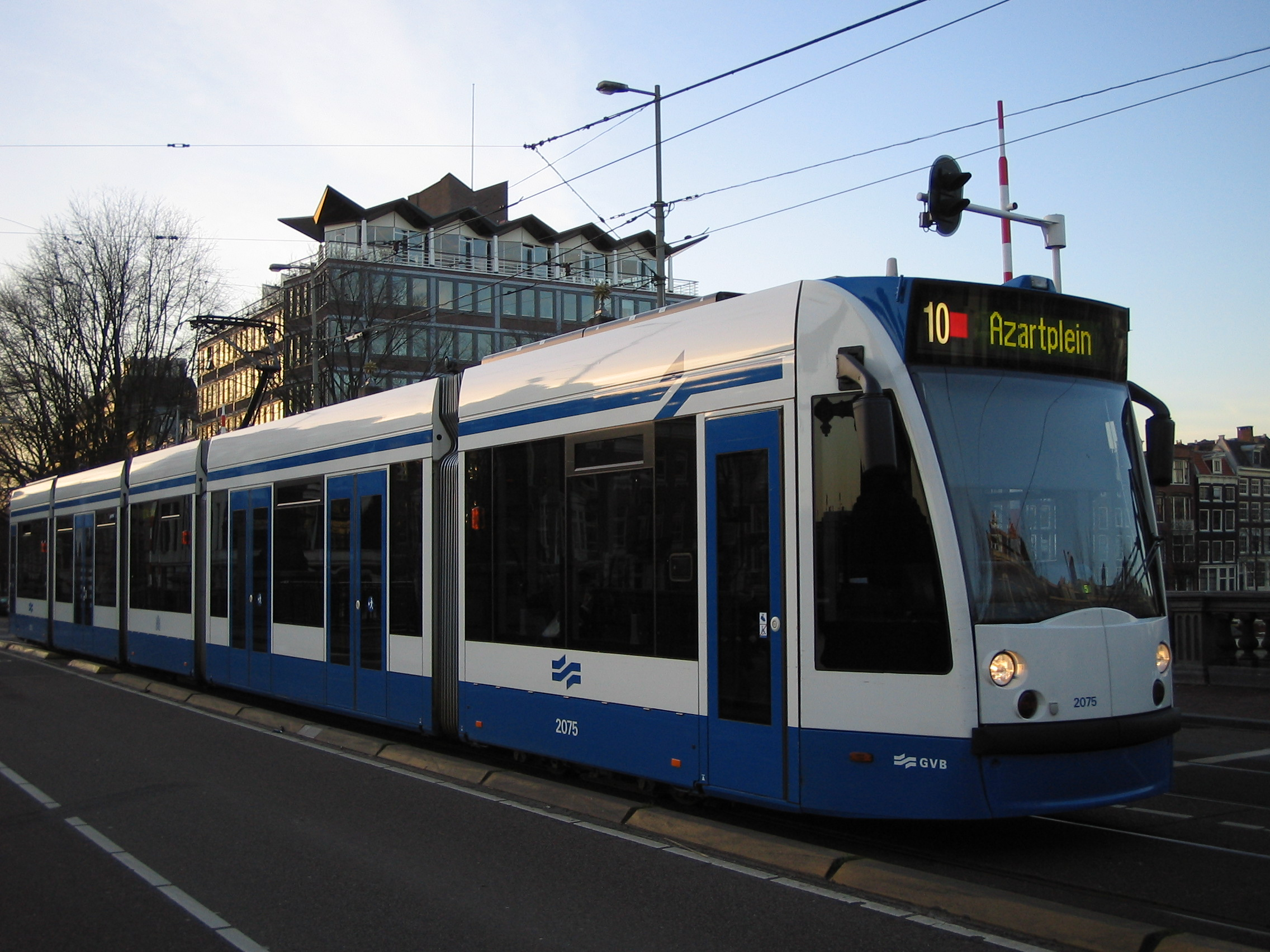

路線図（2016年）

オランダの首都アムステルダムにはオランダ最大の、そしてヨーロッパでも有数のトラム（路面電車、ライトレール）網がある。運営はアムステルダム市営交通会社(Gemeentevervoerbedrijf Amsterdam, GVB)によって行なわれている。シンヘル運河より内側の旧市街地では道路幅が狭く自家用車の使用は困難であり、バスもほとんど運行されていないことから、トラムが主要な交通手段のひとつとなっている。

## 概要

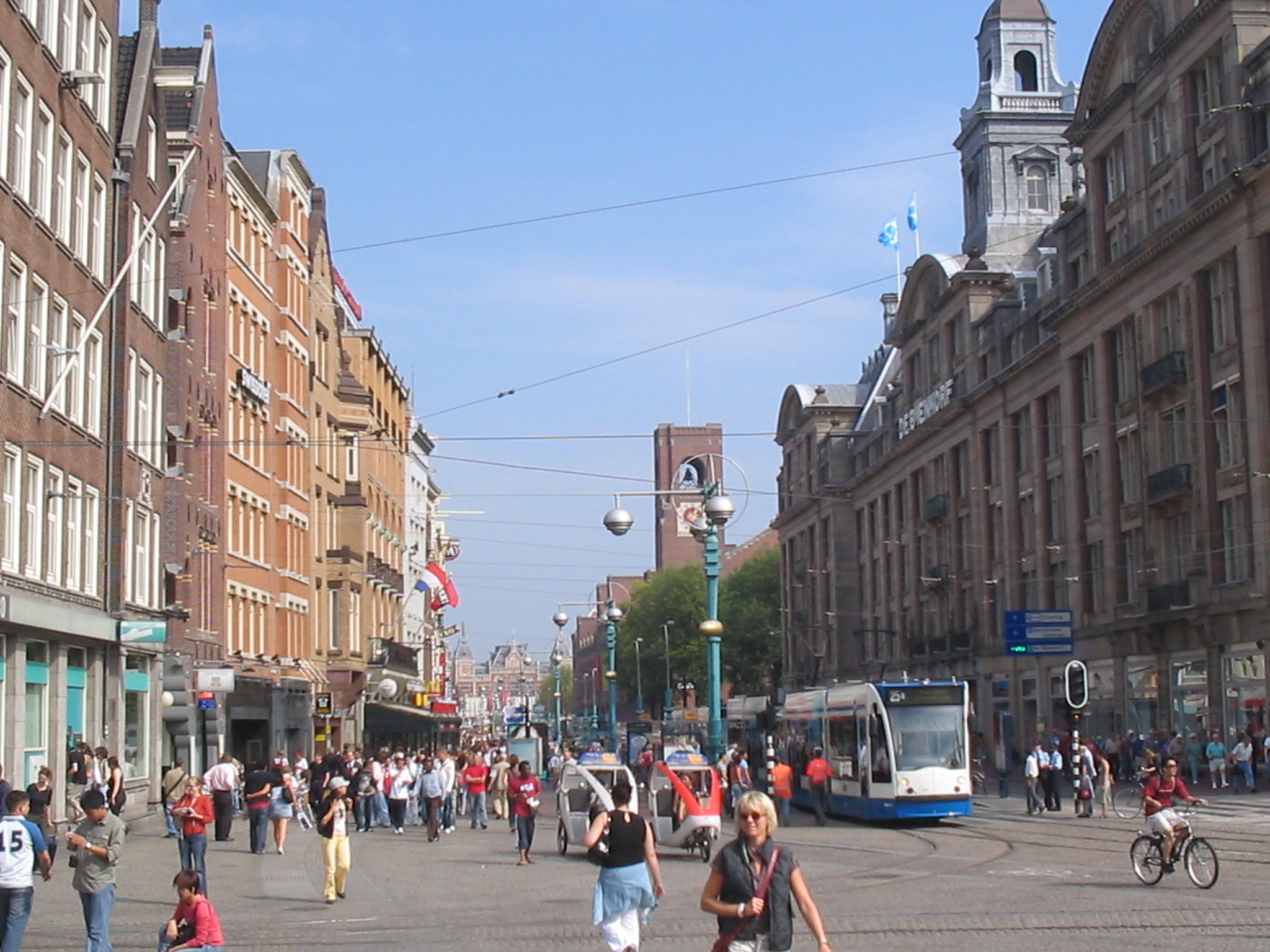
ダムラック通りのトラム

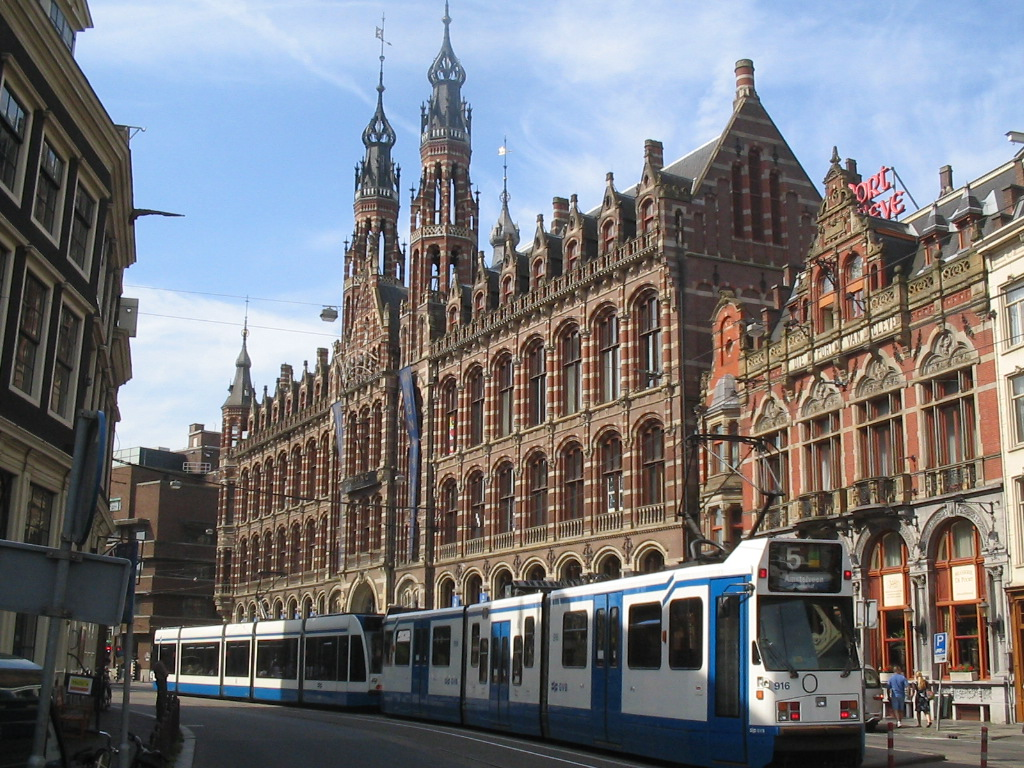
マグナプラザ前を走るトラム

路線網は主にアムステルダム中央駅およびダム広場を中心とした放射状路線と、それらに直交する環状路線からなり、16の系統が運行されている。
中心部では併用軌道であり、郊外に出るとセンターリザベーション方式などによる専用軌道となる。中心部の特に道幅の狭い道路では、道路幅が軌道の幅ぎりぎりしかないため、一般車両の通行を規制し許可を受けた車のみが軌道内を走行するようにしたところもある。ライツェ通りやレンブラント通りなど一部の通りはトランジットモール化されている。バスの運行されている地区では、バスが軌道内を走行することがあり、トラムの停留所がバスの停留所を兼ねている。
ほぼ全線が複線であるが、ライツェ通りのように特に幅の狭い道路では単複線になっており、運河を渡る橋の幅を広くしてそこに停留所を設け、すれ違いを行なっている。軌間は標準軌(1435mm)で、直流600Vで電化されている。5系統以外の系統では編成の前方のみに運転席があり、終点ではループ線によって方向を変えるようになっている。中央駅の停留所も東西2つに分かれたループ線状になっている。乗降用のドアも進行方向右側のみにある。5系統のみは編成の両端に運転席があり、ドアは左右両側にある。
また近年、営業用車両を改装した"トラム・カーゴ"による小荷物輸送を計画し、"TramCargo"社を設立させ試験的運用を開始したが、程なく荷物の取り卸しの時間や、荷扱い設備の新設に掛かるコストが捻出できないなどの理由から直ぐに試験は中止され、TramCargo社も正式な運用開始をすることなく経営破綻、解散となってしまった。

## 路線
路線の総延長は80.5 kmであり、最も長い系統は7系統と14系統（ともにSloterpark - Flevopark、経由地は異なる）で12.5 km、最も短い系統は4系統（中央駅 - RAI駅）で6.1kmである。もっとも利用客の多い系統は5系統（中央駅 - アムステルフェーン・ビネンホフ）で、2005年には一日あたり約42000人を運んでいる。最も古い電化路線は10系統（1900年）であり、最も新しい路線は26系統（2005年）である。

### 現在の系統（2007年）

#### 放射状路線
西から順に記す。
 13系統
中央駅 - ダム・市役所通り - Geuzenveld (Lambertus Zijlplein)
 17系統
中央駅 - ダム・市役所通り - キンケル通り - NS レリラーン駅 - Osdorp Dijkgraafplein
 1系統
中央駅 - ダム・市役所通り - ライツェ広場 - NS レリラーン駅 - Osdorp De Aker
 2系統
中央駅 - ダム・市役所通り  - ライツェ広場 - Nieuw Sloten
 5系統
中央駅 - ダム・市役所通り - NS 南駅 - アムステルフェーン・ビネンホフ
南駅以南はメトロの51系統と線路を共有する。この区間の各停留所には5系統用の低いホームと51系統用の高いホームがある。
 16系統
中央駅 - ダム広場 - ムント広場 - Albert Cuypstr. - ミュージアム広場 - 自由大学医療センター(VU Medisch Centrum)
 24系統
中央駅 - ダム広場 - ムント広場 - 自由大学医療センター(VU Medisch Centrum)
16系統とは末端部の経路が異なる。
 4系統
中央駅 - ダム広場 - ムント広場 - レンブラント広場 - NS RAI駅
 9系統
中央駅 - ダム広場 - ムント広場 - レンブラント広場 - Diemen Sniep
 26系統
中央駅 - IJburg
中央駅と湾岸地帯東部を結ぶ路線であり、アイブルフ線(IJburglijn)、アイトラム(IJtram)などとも呼ばれる。中央駅付近を除き全線専用軌道であり、港の下を潜る水底トンネル(Piet Heintunnel、1.9km)もある。トンネルに対応した保安装置（ATB:オランダで採用されている自動列車保安装置）を装備した専用車両が使用される。もともとはメトロとして計画された路線だが、1996年にトラムに変更された。

#### 環状路線
内側から順に記す。
 10系統
Van Hallstraat - マルニクス通り - ライツェ広場 - アレクサンダー広場 - Azartplein
 7系統
スローテル公園 - キンケル通り - ライツェ広場 - NS ムイデルポート駅 - Flevopark
 3系統
Zoutkeetsgracht - キンケル通り - ミュージアム広場 - NS ムイデルポート駅
 12系統
NS スローテルダイク駅 - キンケル通り - ミュージアム広場 - NS アムステル駅

#### 東西路線
14系統
スローテル公園 - マルニクス通り - ダム広場 - Flevopark
通称ダム線(Damlijn)

### 廃止された系統
6、8、11、15、18、19、20、21、22、23、25、27の各系統は、かつて存在したが廃止され現在は欠番となっている。このうち 20系統は1997年から2002年まで、中央駅からライツェ広場、ミュージアム広場、ダム広場などの観光名所を回って中央駅に戻る環状運転を行なっていた。主に観光客を対象に朝のラッシュ時終了後から夜まで運転されていたが、方向幕だけでは行き先や経由地が分かりにくいなどの理由で不評であり廃止された。

### 保存鉄道

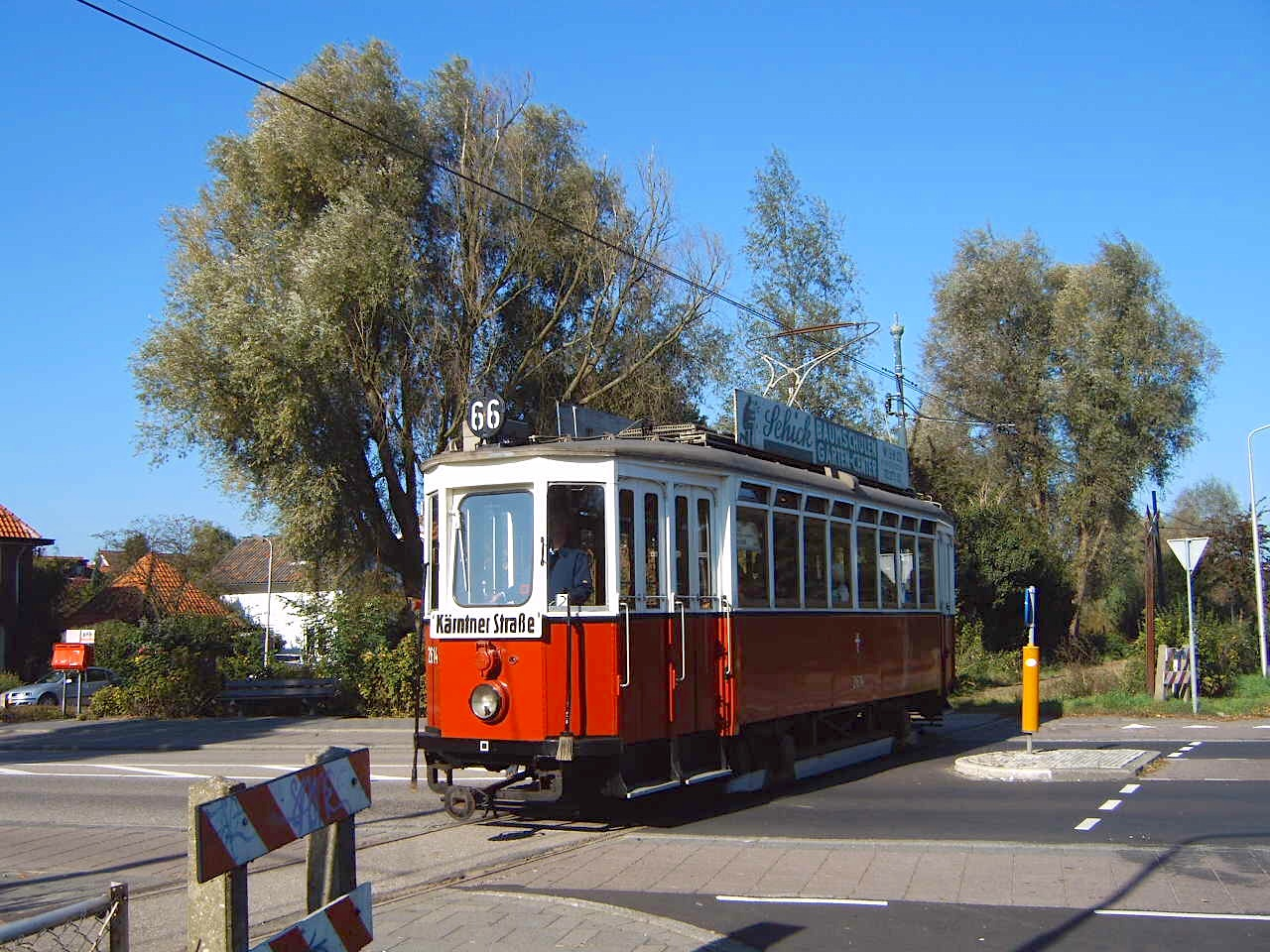
Museumtramlijnの車両。元ウィーン市電。

ハーレマーメーア駅跡(Haarlemmermeerstation) - Amstelveen - Bovenkerk間にはかつてのハーレマーメーア鉄道(Haarlemmermeerspoorlijn)の跡を利用した保存鉄道線(Electrische Museumtramlijn Amsterdam)があり、アムステルダムやその他の都市で使用されていた旧式のトラム車両が日曜や祝日などに運転されている。非公式の系統番号として30が使われている。

### ラインカラー
トラムの車両の前面には系統番号とともにラインカラーが表示されている。これは正方形を単一の色で塗りつぶしたものか、縦、横、斜めなどの線で区切って2色で塗りわけたものである。
このようなラインカラーは19世紀の馬車軌道の時代から、文字の読めない者にも系統を識別しやすくする目的で使われていた。現行のラインカラーの原型は1904年に考案されたものである。塗り分け方のパターン（単色、水平に分割、垂直に分割など）は終点の大まかな位置を表し、たとえば対角線状の塗り分けは市の南西部に向かう路線である。また色は中央駅から同じ通りを通る系統ができるだけ似た色になるよう選ばれた。ただし、路線の延長や再編によりこの規則は現在では必ずしもあてはまらない。
ハーグ、ロッテルダム、ユトレヒトなどのオランダの他都市のトラムでも同様のラインカラーが使われていたが、現存するのはアムステルダムのみである。

## 運賃

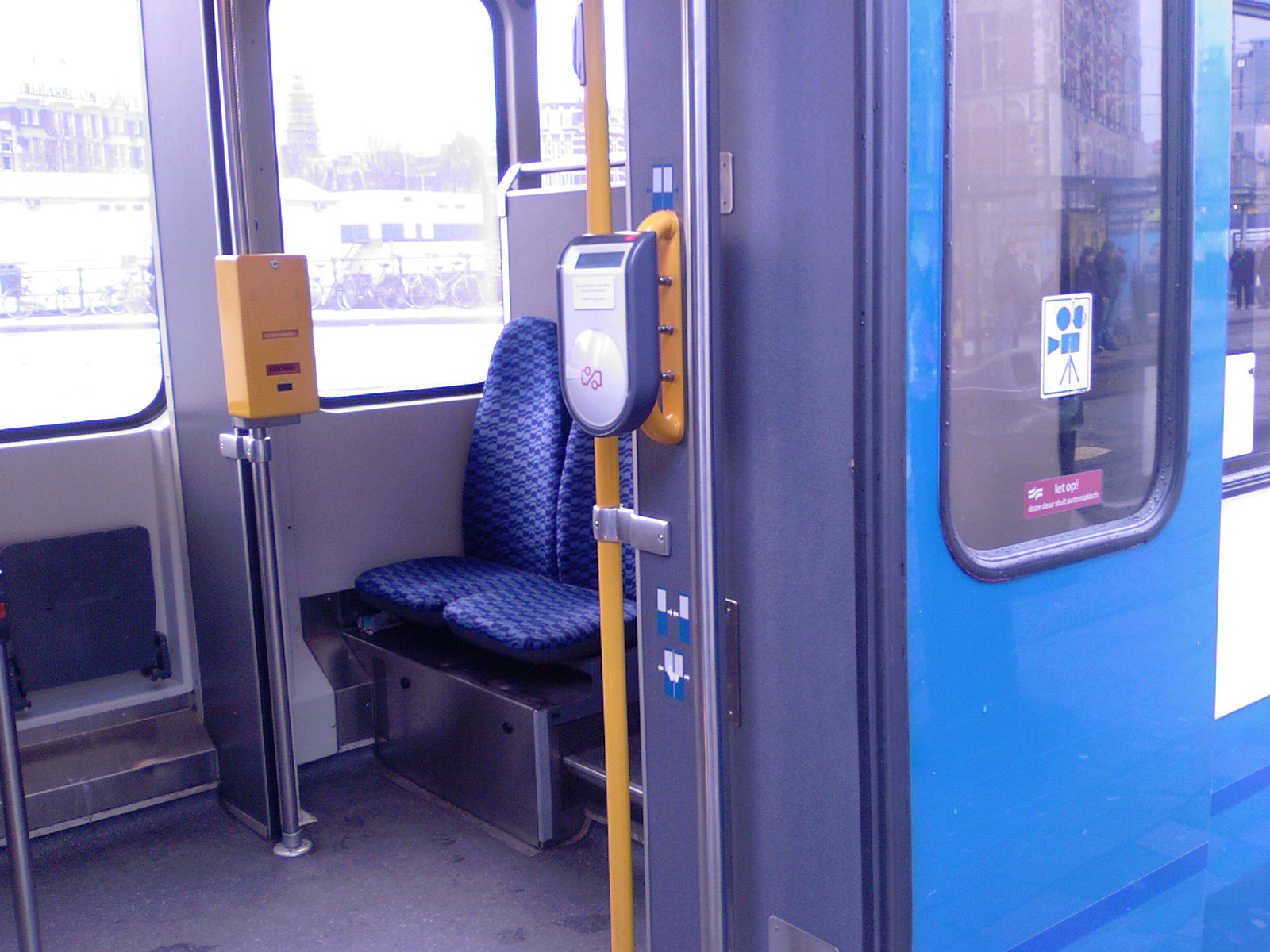
OV-Chipkaart読取機(手前)と
チケットキャンセラー(奥)

運賃支払方法は、非接触ICカードOV-Chipkaartを利用するがある。OV-Chipkaartを持っている場合は、乗車時と降車時にカード読み取り機にタッチする必要性がある。カードを持っていない場合は、運転手または車掌に降車駅を告げて1回券を購入する。なお、2011年まではストリッペンカールトでも利用が出来た。

### 切符の種類
- 1日乗車券（24時間、48時間、72時間、96時間）
- Sterabonnement（ゾーン指定の週間定期券）
- 非接触ICカード OV-Chipkaart

### 切符販売場所
中央駅、NS南駅、NSレリラーン駅、Weesperplein駅などにある GVB Tickets & Info 市営交通会社案内所では、全てのタイプの切符を販売している。メトロ駅の自動券売機では1回券のほか、無記名式OV-Chipkaart、1日乗車券などを販売している。Connexxionバスの案内所では、OV-Chipkaartを販売している。駅近辺の売店やAlbert Heijnなどの大手スーパーではSterabonnementを販売している。トラム車内では、1回券と1日乗車券のみを販売している。

### OV-Chipkaartのチャージ
OV-Chipkaartのチャージ（Add Value）は、メトロ駅の自動券売機やチャージ専用機で、現金、PINカード、クレジットカードを用いて行える。（一部の券売機では現金を受け付けないものがある）

### 価格
参考までに2008年の各種切符の価格は
- ストリッペンカールト 2区画1.60EUR、3区画2.40EUR、8区画6.40EUR、15区画6.90EUR、45区画20.40EUR
- Sterabonnement 1ゾーン1週間用11.45EUR、2ゾーン1週間用19.35EUR、1ゾーン1ヶ月用38.15EUR、2ゾーン1ヶ月用63.25EURなど
- 1日乗車券 24時間券7.00EUR、48時間券11.50EURなど
- OV-Chipkaart 使い切りカード 1回券2.50EUR、2回券4.80EURなど
- OV-Chipkaart 記名式・無記名式では、基本料金0.70EURに加えて乗車1kmごとに0.10EUR

では、実際にアムステルダム中央駅からライツェ広場までトラムに乗った時に支払う運賃は、車内で1回券（2区画のストリッペンカールト）を購入した場合は1.60EUR、15区画のストリッペンカールトを（2区画）用いた場合は0.92EUR、無記名式のOV-Chipkaartを用いた場合は1.00EURになる。
OV-Chipkaartでの乗り換えに対する場合、下車後35分以内であれば次回乗車時の基本料金が徴収されない。

## 車両

### コンビーノ

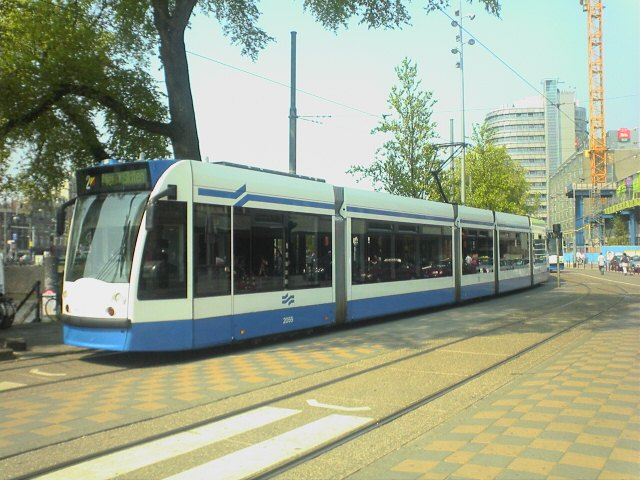
コンビーノ。進行方向左側（写真右側）には扉がない。

ドイツ・シーメンス社製のコンビーノが155編成ある。編成番号は2001～2151および2201～2204。このうち2201～2204の4編成は5系統用の両運転台のものである。また2131～2151と2201～2204の25編成は26系統のトンネル区間に対応した保安装置を装備している。
5車体連接で全長は29.20m、幅は2.40m。100kWのモーター4基を装備し、営業最高速度は時速70km（専用軌道区間）である。アムステルダムには弓なりになった橋が多いため、床面が標準的なコンビーノより高くなっている。
2001年12月1日から最初の編成(2001)がダム広場で一般公開された。翌2002年4月22日から営業運転が始められ、2004年までに140編成が投入された。そこでコンビーノの欠陥が発覚したため、残る15編成の納入は延期された。2005年4月からコンビーノは順次ドイツのジーメンス社の工場に送り帰され、補修を受けている。2005年9月には改良されたコンビーノが納入された。

### その他

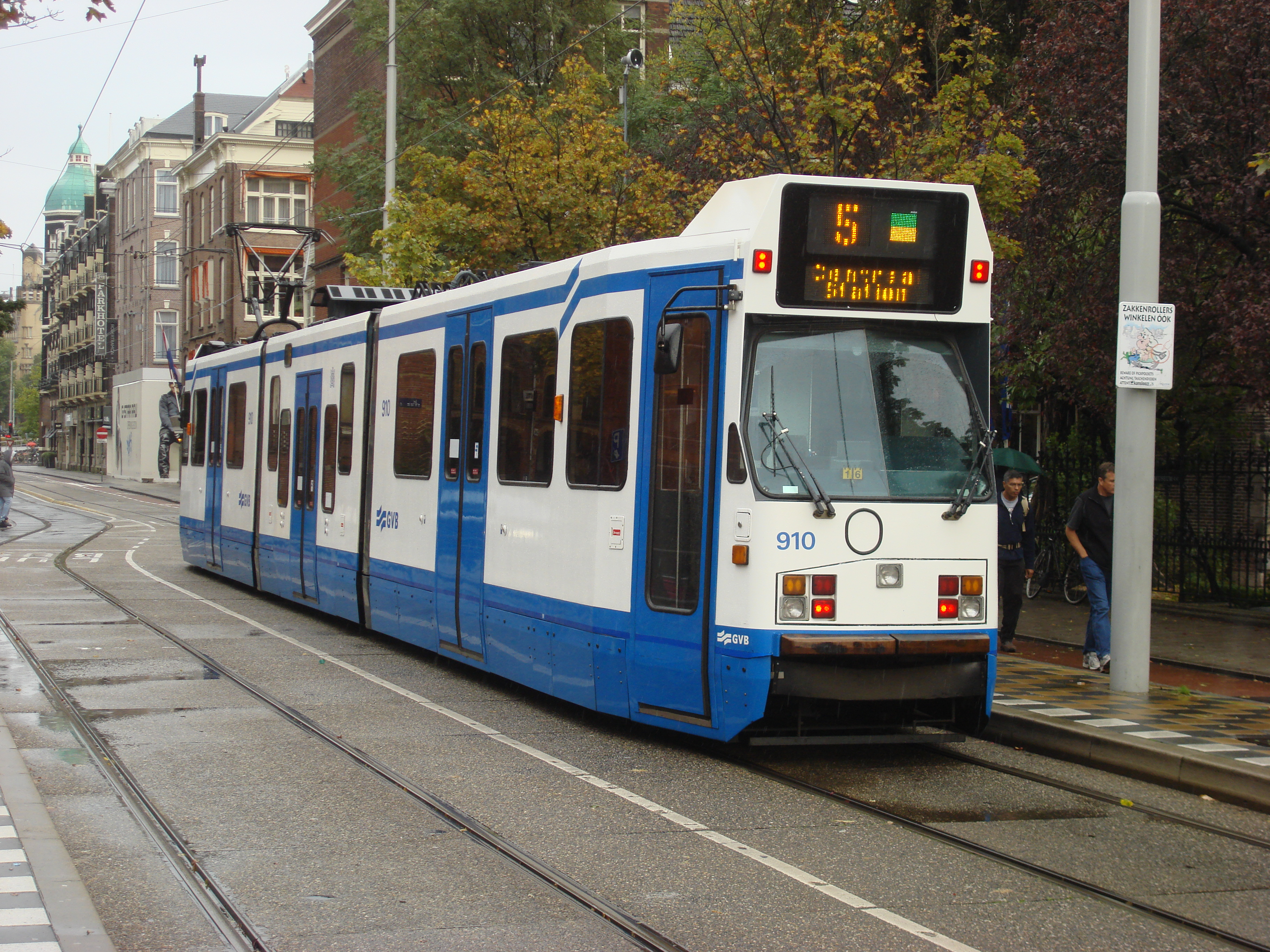
11G形910号。中間車体の一部が低床となっている部分低床車である。

このほか、ドイツのLinke Hofmann Busch(LHB)社で1978年から1980年代にかけて製造された車両が37編成（編成番号780～816）、ベルギーのLa Brugeoise et Nivelles(BN)社で1989年から1990年にかけて製造された車両が45編成（編成番号817～841および901～920）使用されている。このうち901～920の20編成は5系統用の両運転台式のものである。

## 歴史

### 馬車軌道

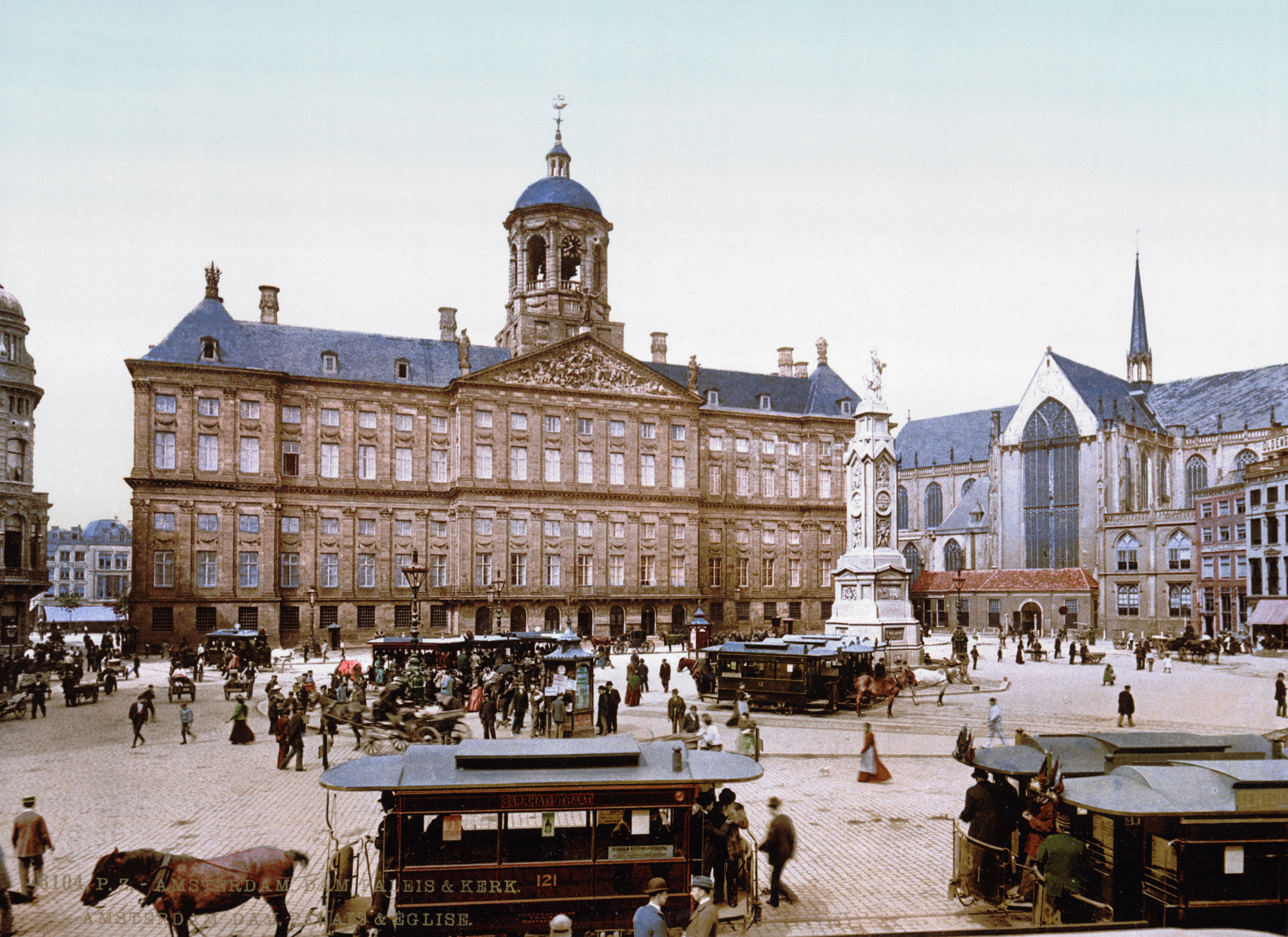
ダム広場の馬車軌道（19世紀末）

1875年6月3日、民間企業のアムステルダム乗合馬車会社(AOM=Amsterdamsche Omnibus Maatschappij)によって最初の馬車軌道路線が開通した。19世紀末までにアムステルダム市内の主要な道路に軌道が敷かれ、ジンゲル運河の内側の当時の市街地全域がダム広場と結ばれた。19世紀の末の時点でおよそ15の系統が運行されており、現在の1、2、3、4、7、9、10、13の各系統はすでにこの時代に起源がある。

### 市営化と電化

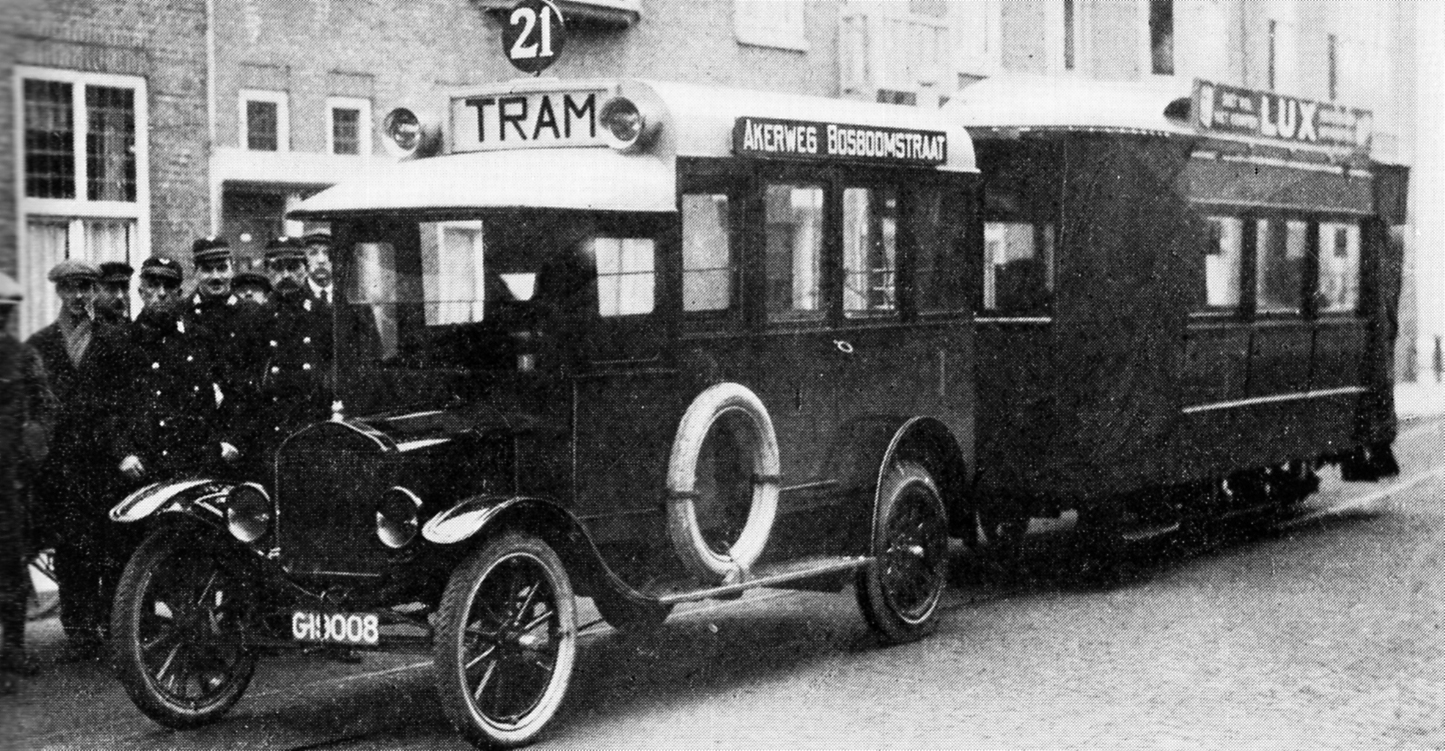
スローテンのバストラム（1922年）

1900年1月1日、アムステルダム市はAOMを買収し、アムステルダム市営トラム(GTA = Gemeentetram Amsterdam)が発足した。AOMから客車242両、馬758頭、建物15棟が引き継がれた。市営化の直後から軌道の電化が行なわれ、同時にAOMで使われていた1422mmの軌間は1435mm（標準軌）に改軌された。1906年までに12の系統（1～11および13）が電化され、229両の電動車が投入された。馬車軌道の客車は付随車に改造された。最後まで馬車軌道として残った12系統(Nassauplein - Sloterdijk)も1916年に電化された。
1921年にアムステルダム市は隣接するスローテン(Sloten)と合併したが、ここには馬車軌道が残っていた。市営トラムはこの路線を馬の代わりにバスの車両が軌道上の客車を牽引する「バストラム(bustram)」として運行し、1925年には完全にバスに転換した。
1906年には運転士や車掌らにより、オーケストラ楽団「アムステルダム・トラムハーモニー(Amsterdamse Tramharmonie)」が結成された。これはアマチュア楽団として現在も存続している。

### 第2次世界大戦前
1910年から1930年までは路線の開業・延伸が相次ぎ、14～25の各系統が新設された。1931年にはトラム網は最大規模に達し、25の系統が当時の市街地をほぼ網羅していた。車両は電動車445両、付随車が約350両あった。これらはすべて二軸車で車体は木製であった。
1922年から1971年までは、トラムの車両の後尾に郵便ポストが取り付けられていた。郵便物は中央駅で回収され、駅前広場にあった郵便集配所（後に移転）へ送られていた。
1930年代には世界恐慌の影響でトラム網は縮小を余儀なくされた。1932年には12、15、19、20、21の各系統が廃止された。一方市街地東部での新たな鉄道路線の開通により、新設されたアムステル駅(Amsterstation)、Muiderpoort駅へトラムが乗り入れた。
第二次世界大戦中の1940年から1945年には、発電用の石炭の不足によりトラムの営業は困難になり、運休が相次いだ。1944年10月にはついにすべての路線が運行を休止した。トラムの車両の一部は東部へ疎開させられた。
なお、1943年に市営トラムは市営フェリーと合併し、市営交通局(GVB=Gemeentevervoerbedrijf)となった。

### 第2次世界大戦後

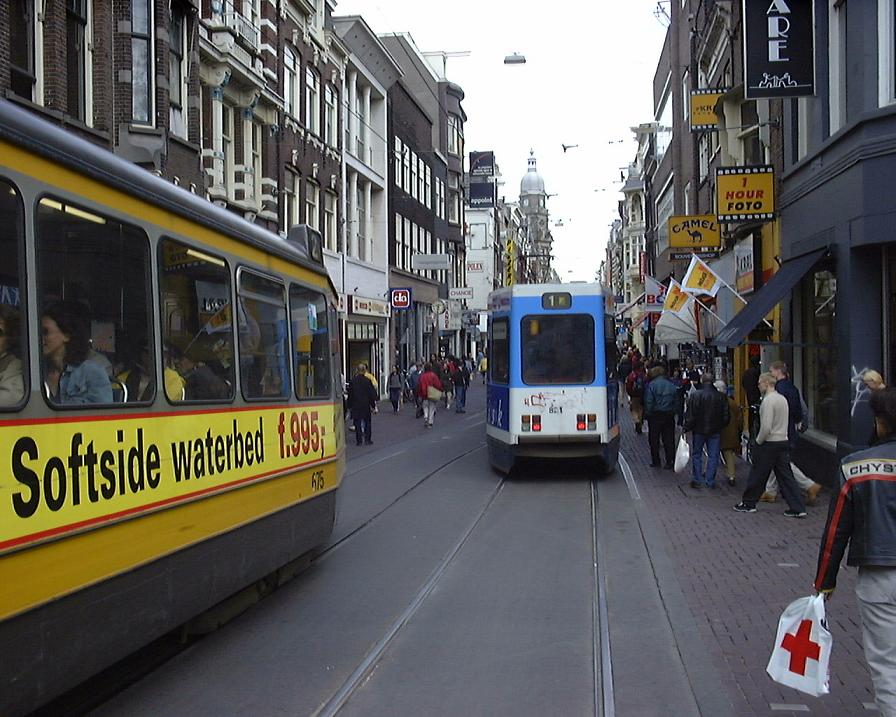
ライツェ通り（1999年）

戦後の1945年6月にトラムは営業を再開した。1948年から1950年にかけてユトレヒトの鉄道工廠(Werkspoor)で製造された電動車60両、付随車50両が投入された。これらはいずれも三軸車である。この時期には新たな路線の建設は行なわれなかった。バスがより効果的であると考えられていたためである。ライツェ通りやユトレヒツェ通りのように道幅が狭くバスの通れない通りでのみトラムの有効性が認められていた。
1957年、ライツェ通りを経由する1、2系統用に連接車の新型車両が25編成投入された。これが好評であったため、トラムの近代化に関心が高まった。

### 郊外への拡大
1950年代後半以降市の西部で大規模な住宅地開発が進められ、これらの地区へトラムが延伸した。1960年代から70年代には、路線の延伸や旧式車両の置換えに対応するため新型車両が次々に投入された。1990年にはアムステルダムの南に隣接する住宅都市アムステルフェーンまで、メトロ（快速トラム）と軌道を共有する形で乗り入れた。
21世紀に入ってからも路線の延伸は続いており、2005年5月30日には新規路線の26系統（アイトラム）中央駅-IJburg間8.5kmが開業した。

### 戦後の車両一覧

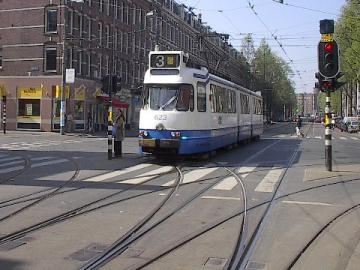
3G
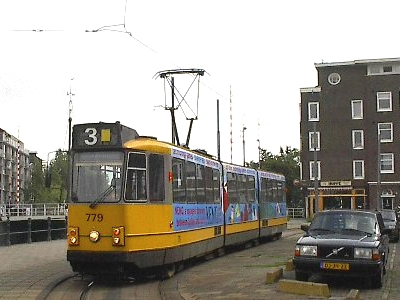
8G
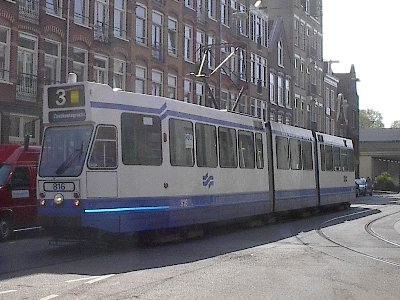
10G
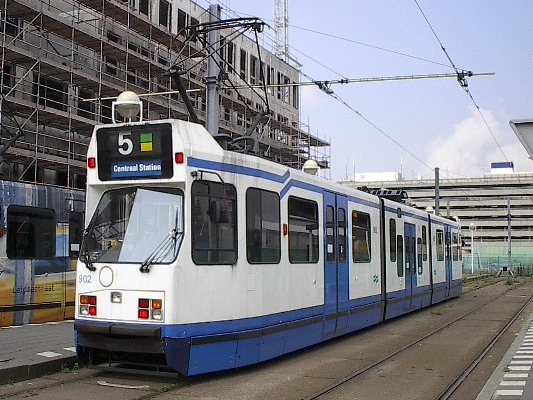
11G
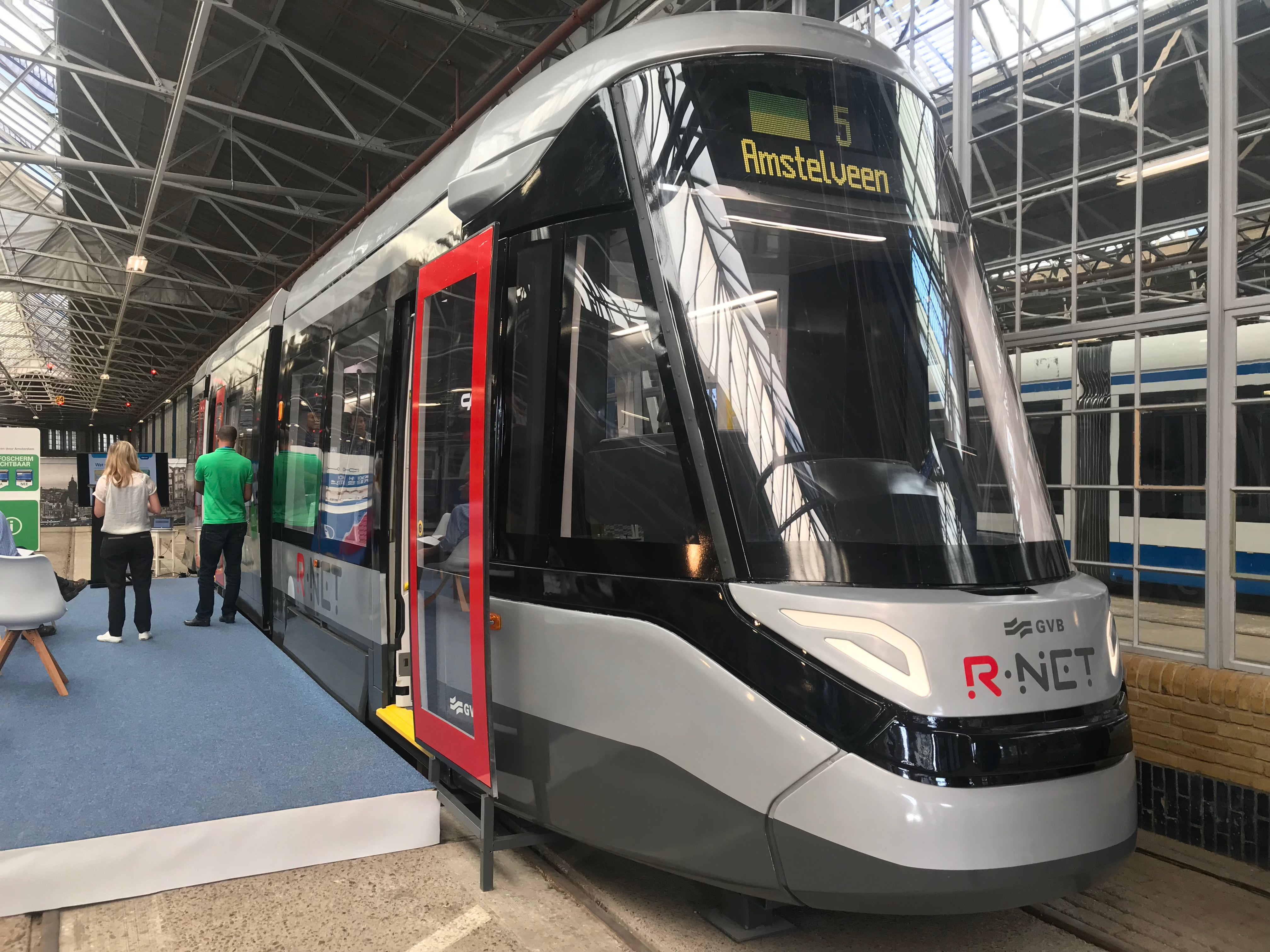
15G

| 形式名     | 車体/編成番号 | 構造    | 製造年     | メーカー           | 定員                    | 重量  | モーター    | 備考                                                 |
|            | 491～550      | 3軸車   | 1948～1950 | Werkspoor          |                         |       | 50 kW 2基   | 後に891～950に改番                                   |
|            | 951～1000     | 3軸車   | 1949～1950 | Werkspoor          |                         |       | なし        | 付随車                                               |
| 1G         | 551～575      | 3連接車 | 1957       | Beijnes            |                         |       | 50 kW 4基   | 後に851～875に改番、ポズナン（ポーランド）に譲渡     |
| 2G         | 576～587      | 2連接車 | 1957       | Beijnes            |                         |       | 50 kW 4基   | 後に876～887に改番、ポズナンに譲渡                   |
| 3G         | 602～634      | 3連接車 | 1959～1961 | Beijnes            |                         |       | 50 kW 4基   | 一部ポズナンに譲渡                                   |
| 4G         | 635～652      | 3連接車 | 1963       | Beijnes            |                         |       | 50 kW 4基   |                                                      |
| 5G         | 653～669      | 3連接車 | 1964       | Werkspoor          |                         |       | 50 kW 4基   |                                                      |
| 6G         | 670～699      | 3連接車 | 1966～1967 | Werkspoor          |                         |       | 50 kW 4基   |                                                      |
| 7G         | 700～724      | 3連接車 | 1967～1968 | Werkspoor          |                         |       | 50 kW 4基   |                                                      |
| 8G         | 725～779      | 3連接車 | 1974～1975 | LHB                |                         |       | 53 kW 4基   |                                                      |
| 9G         | 780～804      | 3連接車 | 1979～1980 | LHB                |                         |       | 53 kW 4基   |                                                      |
| 10G        | 805～816      | 3連接車 | 1980～1981 | LHB                |                         |       | 53 kW 4基   |                                                      |
| 11G        | 901～920      | 3連接車 | 1989～1990 | BN                 | 150名                   | 34.0t | 38.5 kW 8基 | 5系統用、両運転台                                    |
| 12G        | 817～841      | 3連接車 | 1990～1991 | BN                 | 165名                   | 34.0t | 38.5 kW 8基 |                                                      |
|            | 997～999      | 4連接車 | 1986       | Düwag/Waggon Union |                         |       | 120 kW 2基  | 1999年にデュースブルク（ドイツ）より借用、2002年返却 |
| コンビーノ | 2001～2151    | 5連接車 | 2002       | シーメンス         | 184名 182名(2131～2144) | 32.5t | 120 kW 4基  |                                                      |
| コンビーノ | 2201～2204    | 5連接車 | 2002       | シーメンス         | 177名                   | 32.5t | 120 kW 4基  | 5系統用、両運転台                                    |
| 15G        |               | 5連接車 | 2019       | CAF                | 175名                   |       |             |                                                      |

- 3G
- 8G
- 10G
- 11G
- 15G